# Revue d'histoire de la Shoah
La Revue d’histoire de la Shoah est un périodique français fondé en 1946 portant sur l'histoire de la Shoah et des génocides. 
Il s'agit de « la première et la seule publication française consacrée à la destruction des Juifs d’Europe ». Cette revue semestrielle — dont l'actuel rédacteur en chef est l'historien Georges Bensoussan — publie des articles de chercheurs et d'universitaires spécialisés et fait également paraître des témoignages et des documents inédits.
Son comité scientifique est composé notamment de Robert Badinter, Yehuda Bauer, Robert O. Paxton, Zeev Sternhell et Elie Wiesel.